# إدوارد براون (لاعب كرة قدم)
إدوارد براون (بالإنجليزية: Edward Brown)‏ (24 أبريل 1881 بسندرلاند في المملكة المتحدة - ) هو لاعب كرة قدم بريطاني (وحمل سابقاً جنسية المملكة المتحدة لبريطانيا العظمى وأيرلندا) في مركز الهجوم. لعب مع لينكولن سيتي أف سي.

## وصلات خارجية
- إدوارد براون على موقع قاعدة بيانات كرة القدم.إي يو (الإنجليزية)